# 알렉산드로스 파파고스
알렉산드로스 파파고스(그리스어: Αλέξανδρος Παπάγος, 1883년 12월 9일, 아테네 ~ 1955년 10월 4일, 아테네)는 그리스-이탈리아 전쟁과 그리스 내전 후반기에 그리스 군대를 지휘한 장군으로 그리스의 총리를 지냈다.

## 군 경력
파파고스는 브뤼셀 사관학교와 이프르의 기병 학교에서 수학하였으며, 1906년 소위로 그리스 군대에 임관하였다.
제1차 발칸 전쟁 때 그는 콘스탄티노스 1세 임금의 총참모부에서 하급 장교로 임직하였다. 대위가 되어 참모직을 승계하였으며, 1912년 11월부터 1913년 3월까지 마케도니아에서 싸웠으며, 얀니나 포위전(요안니나)에 참여하였다. 그는 확고한 왕당파였으며, 1917년 콘스탄티노스 임금이 폐위되자 그는 여러 장교들처럼 군대를 떠났다. 1920년에 콘스탄티노스가 복위되자 파파고스도 다시 소환되었다.
그리스가 대패했던 소아시아 작전에서 파파고스는 기병 여단 지휘관으로 참전했으며, 1923년에 정부가 무너지면서 직위 해제되었다. 그는 1927년에 다시 소환되어 소장으로 임명되었으며, 1931년에는 중장으로, 1934년에는 군단장으로 진급하였다. 1935년 10월, 중장이자 육해공군 총사령관이었던 그는 파나이스 찰다리스 정부를 전복하고 왕정 복고를 선포하는 데 일조하여 요르요스 2세 임금이 복위하였다. 그는 요르요스 콘딜리스, 콘스탄티노스 데메르치스, 요안니스 메탁사스 정부에서 전쟁 장관으로 재직하였다. 파파고스는 자신의 직위를 이용하여 군대를 동원해 1935년 8월 4일에 메탁사스의 독재 정권 수립을 지원하였다.
이듬해에 참모 총장이었던 그는 다가올 전쟁에 대비하여 적극적으로 군대의 재조직과 재무장을 추진하였다. 1940년 9월에 그리스-이탈리아 전쟁이 일어나자 그는 총사령관에 임명되어 알바니아 국경에서 對이탈리아 작전을 지휘하였다. 10월 28일에 이탈리아의 공격으로 파파고스의 군대는 11월 8일에 진격을 중단하고 11월 18일과 12월 13일에 이탈리아군을 알바니아로 몰아내었다. 그리스 군대의 승리로 파파고스는 세간의 명성과 찬사를 얻었다. 1941년 3월 9~16일에 이탈리아의 두 번째 반격 역시 격퇴되었다. 이렇듯 승리를 거두었으나 파파고스는 그리스 군대 대부분을 알바니아에 주둔시켜야 했으며, 독일의 간섭이 가까워지는 가운데 동북쪽 국경을 강화하기 위하여 점차 철수하도록 명령하길 꺼렸다.
1941년 4월 6일에 독일의 침공 이후 마케도니아의 그리스군은 독일의 공격에 격렬히 저항하였으나 우회 공격을 받았으며, 파파고스는 이들 군대의 항복을 승인했다. 이피로스의 군대가 항복한 직후 4월 23일에 그리스 정부는 크레타로 도피해야 했다. 파파고스는 떠나지 않고 남아있다가 1943년 7월에 다른 장군들과 함께 체포되어 독일의 수용소로 끌려갔다. 1945년 4월 말에 파파고스는 SS가 수용자들을 버리고 떠난 다하우 강제 수용소의 140여명의 저명한 수용자들과 함께 티롤로 이송되었다. 그는 1945년 5월 5일 미국 제5군 덕분에 석방되었다.
1945년에 그리스로 돌아온 그는 군대에 임관하여 1947년에 정식 장군 계급에 올랐다. 1949년 1월 29일, 그는 다시 총사령관에 임명되어 그리스 내전 당시 공산주의자들을 격퇴하였다. 그는 그해 2월~10월 사이에 그람모스-바치 작전에서 네이팜을 장착한 전투기 등 미국의 광범위한 지원을 받았으며 특별군(LOK)를 널리 운용하여 승리를 이끌었다. 이러한 공적을 인정받아 파파고스는 1949년 10월 28일에 원수 직함을 얻었다. 지금까지 그리스 군대에서 원수 직함을 얻은 사람은 파파고스 뿐이다.
그는 1951년까지 총사령관으로 복무하였는데, 당시 그리스는 정치적 불안정 상태로 군소 정당들과 나약한 정치인들은 안정된 정부를 구성할 능력이 없었다.

## 정계 진출
1951년 5월에 파파고스는 정계에 진출하기 위해 군대를 떠났다. 그는 드 골의 프랑스 국민연대를 본받아 그리스 연대(Ελληνικός Συναγερμός)를 창당하였으며 9월 선거에서 36.53%의 득표율을 기록하였는데, 그리스 연대의 성공은 주로 그의 인기와 확고하고 강한 지도자라는 이미지, 내전에서 공산당을 무찌른 공적 덕분으로 그가 지도자가 되는 데 큰 몫을 하였다. 선거에서 승리하였으나 파파고스는 그 정도 득표로 정부를 구성할 수 없었으며, 좀 더 기다리다 1952년 11월 선거에서 49%의 어마어마한 득표로 의회 원내 300석 가운데 239석을 획득하였다. 대중과 미국의 지지를 등에 업은 원수 파파고스는 권위있는 인물로 그리스 궁정과 마찰을 빚게 되었다. 파파고스 정부는 그리스를 근대화하고 (젊고 정력적인 공공사업부 장관 콘스탄티노스 카라만리스는 이때 처음으로 두각을 드러낸다) 10년간의 전쟁으로 황폐하된 그리스 경제를 복구하는 데 성공하였으나, 내전의 후유층이 여전한데도 국내 사회 총화를 복원하는 데 별다른 노력을 하지 않아 반대파의 비판을 받았다.
파파고스 정부의 주요 사안 가운데는 키프로스 문제가 있었는데, 전부터 키프로스의 그리스인 대다수가 키프로스가 그리스에 '병합'(에노시스)되길 주장하고 있는 상황이었다. 아테네의 거리에서 열린 시위에 대응하여 파파고스는 1954년 8월에 그리스의 국제 연합 대사가 국제 연합 총회에 키프로스 문제를 상정하도록 명령하였는데, 이 일로 그리스가 영국과 대립하게 되었기에 상정을 꺼렸다. 1955년에 키프로스 민족 전사단(EOKA)의 무장 투쟁이 시작될 때 파파고스는 건강이 악화되고 행동하길 꺼리는 상황이었다. 그러나 키프로스 분쟁은 그리스-터키 외교 관계를 악화시켰으며 9월에 일어난 이스탄불 학살로 더욱 나빠졌다. 이때 파파고스는 병환으로 1955년 10월 4일에 세상을 떠났다. 그리스 국방부가 있는 아테네의 파파구 구역은 그의 이름을 따서 지은 지명이다.